# Copa Nicasio Vila 1928
La Copa Nicasio Vila 1928 fue la vigésima segunda edición del campeonato de primera división de la Liga Rosarina de Fútbol. 
Participaron once equipos, y el campeón fue el Club Atlético Rosario Central, que -dirigido tácticamente por su ex estrella Harry Hayes- ganó el título luego vencer en una final de desempate a su clásico rival, el Club Atlético Newell's Old Boys por 1 a 0, en un partido disputado en la cancha de Newell´s.

## Tabla de posiciones final
| Pos | Equipo             | Pts | PJ | G  | E | P  | GF | GC | Dif |
| --- | ------------------ | --- | -- | -- | - | -- | -- | -- | --- |
| 1º  | Rosario Central    | 30  | 20 | 13 | 4 | 3  | 51 | 16 | 35  |
| 2º  | Newell's Old Boys  | 30  | 20 | 14 | 2 | 4  | 57 | 34 | 23  |
| 3º  | Nacional           | 28  | 20 | 13 | 2 | 5  | 52 | 27 | 25  |
| 4º  | Tiro Federal       | 27  | 20 | 12 | 3 | 5  | 60 | 20 | 40  |
| 5º  | Belgrano           | 27  | 20 | 12 | 3 | 5  | 51 | 33 | 18  |
| 6º  | Central Córdoba    | 23  | 20 | 8  | 7 | 5  | 39 | 32 | 7   |
| 7º  | Sparta             | 17  | 20 | 8  | 1 | 11 | 26 | 34 | -8  |
| 8º  | Estudiantes        | 12  | 20 | 5  | 2 | 13 | 33 | 54 | -21 |
| 9º  | Atlantic Sportsmen | 11  | 20 | 4  | 3 | 13 | 23 | 49 | -26 |
| 10º | Calzada            | 10  | 20 | 3  | 4 | 13 | 21 | 32 | -11 |
| 11º | Alberdi New Boys   | 4   | 20 | 2  | 0 | 18 | 17 | 99 | -82 |

|  |                                                                       |
|  | Debieron jugar un partido final de desempate para definir al campeón. |
|  | Descendido.                                                           |

## Desempate por el título
En 1928 se jugó la tercera final en la historia entre Central y Newell's. Tal como había sucedido en 1919, Rosario Central y su clásico rival volvieron a quedar igualados en la tabla general de la Copa Nicasio Vila, y debieron disputar un encuentro de desempate para decidir al campeón. El partido se disputó en el estadio de Newell´s, y Rosario Central se impuso por 1 a 0 con gol de José Podestá. Así, volvió a obtener el campeonato ante su eterno rival, dando la vuelta olímpica en terreno rojinegro.

## Ficha del partido

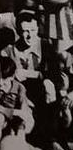
José Podestá, autor del gol que le dio el título a Central.

| 1  | POR | Enrique Vogler     |  |
| 2  | DEF | Fermín Lecea       |  |
| 6  | DEF | Florindo Bearzotti |  |
| 4  | MED | Alfredo Chabrolín  |  |
| 5  | MED | Rafael García      |  |
| 3  | MED | Alfredo García     |  |
| 8  | DEL | Agustín Peruch     |  |
| 11 | DEL | Alberto Gaubeca    |  |
| 10 | DEL | Domingo Beltramini |  |
| 7  | DEL | Máximo Fernández   |  |
| 9  | DEL | Juan Francia       |  |

| 1     | POR   | Octavio Díaz       |  |
| 2     | DEF   | Francisco De Cicco |  |
| 6     | DEF   | Ernesto Cordones   |  |
| 3     | MED   | Arturo Podestá     |  |
| 5     | MED   | José Fioroni       |  |
| 4     | MED   | Félix Romano       |  |
| 8     | DEL   | Armando Bertei     |  |
| 11    | DEL   | Ricardo Reol       |  |
| 10    | DEL   | Jacinto Retto      |  |
| 7     | DEL   | Antonio Miguel     |  |
| 9     | DEL   | José Podestá       |  |
| D. T. | D. T. | Harry Hayes        |  |

| 42' | José Podestá | 0:1 |

| Principal | José Galli |

| 1  | POR | Enrique Vogler     |  |
| 2  | DEF | Fermín Lecea       |  |
| 6  | DEF | Florindo Bearzotti |  |
| 4  | MED | Alfredo Chabrolín  |  |
| 5  | MED | Rafael García      |  |
| 3  | MED | Alfredo García     |  |
| 8  | DEL | Agustín Peruch     |  |
| 11 | DEL | Alberto Gaubeca    |  |
| 10 | DEL | Domingo Beltramini |  |
| 7  | DEL | Máximo Fernández   |  |
| 9  | DEL | Juan Francia       |  |

| 1     | POR   | Octavio Díaz       |  |
| 2     | DEF   | Francisco De Cicco |  |
| 6     | DEF   | Ernesto Cordones   |  |
| 3     | MED   | Arturo Podestá     |  |
| 5     | MED   | José Fioroni       |  |
| 4     | MED   | Félix Romano       |  |
| 8     | DEL   | Armando Bertei     |  |
| 11    | DEL   | Ricardo Reol       |  |
| 10    | DEL   | Jacinto Retto      |  |
| 7     | DEL   | Antonio Miguel     |  |
| 9     | DEL   | José Podestá       |  |
| D. T. | D. T. | Harry Hayes        |  |

| 42' | José Podestá | 0:1 |

| Principal | José Galli |

| 1  | POR | Enrique Vogler     |  |
| 2  | DEF | Fermín Lecea       |  |
| 6  | DEF | Florindo Bearzotti |  |
| 4  | MED | Alfredo Chabrolín  |  |
| 5  | MED | Rafael García      |  |
| 3  | MED | Alfredo García     |  |
| 8  | DEL | Agustín Peruch     |  |
| 11 | DEL | Alberto Gaubeca    |  |
| 10 | DEL | Domingo Beltramini |  |
| 7  | DEL | Máximo Fernández   |  |
| 9  | DEL | Juan Francia       |  |

| 1     | POR   | Octavio Díaz       |  |
| 2     | DEF   | Francisco De Cicco |  |
| 6     | DEF   | Ernesto Cordones   |  |
| 3     | MED   | Arturo Podestá     |  |
| 5     | MED   | José Fioroni       |  |
| 4     | MED   | Félix Romano       |  |
| 8     | DEL   | Armando Bertei     |  |
| 11    | DEL   | Ricardo Reol       |  |
| 10    | DEL   | Jacinto Retto      |  |
| 7     | DEL   | Antonio Miguel     |  |
| 9     | DEL   | José Podestá       |  |
| D. T. | D. T. | Harry Hayes        |  |

| 42' | José Podestá | 0:1 |

| Principal | José Galli |

| 1  | POR | Enrique Vogler     |  |
| 2  | DEF | Fermín Lecea       |  |
| 6  | DEF | Florindo Bearzotti |  |
| 4  | MED | Alfredo Chabrolín  |  |
| 5  | MED | Rafael García      |  |
| 3  | MED | Alfredo García     |  |
| 8  | DEL | Agustín Peruch     |  |
| 11 | DEL | Alberto Gaubeca    |  |
| 10 | DEL | Domingo Beltramini |  |
| 7  | DEL | Máximo Fernández   |  |
| 9  | DEL | Juan Francia       |  |

| 1     | POR   | Octavio Díaz       |  |
| 2     | DEF   | Francisco De Cicco |  |
| 6     | DEF   | Ernesto Cordones   |  |
| 3     | MED   | Arturo Podestá     |  |
| 5     | MED   | José Fioroni       |  |
| 4     | MED   | Félix Romano       |  |
| 8     | DEL   | Armando Bertei     |  |
| 11    | DEL   | Ricardo Reol       |  |
| 10    | DEL   | Jacinto Retto      |  |
| 7     | DEL   | Antonio Miguel     |  |
| 9     | DEL   | José Podestá       |  |
| D. T. | D. T. | Harry Hayes        |  |

| 42' | José Podestá | 0:1 |

| Principal | José Galli |